# Comaserica granulipennis
Comaserica granulipennis är en skalbaggsart som beskrevs av Leon Fairmaire 1897. Comaserica granulipennis ingår i släktet Comaserica och familjen Melolonthidae. Inga underarter finns listade i Catalogue of Life.